# Хенри Хил
Хенри Хил младши (на английски: Henry Hill Jr.) е американски гангстер. Член е на престъпната фамилия Лукезе и става информатор на ФБР. Животът му е документиран в книгата Wiseguy от репортера Николас Пиледжи. Филмът „Добри момчета“ на Мартин Скорсезе от 1990 г. е базиран на книгата, а ролята на Хил се изпълнява от Рей Лиота.

## За него
- English, T.J. (2005). Paddy Whacked: The Untold Story of the Irish-American Gangster. William Morrow. ISBN 0-06-059002-5
- Hill, Gregg and Gina (2004). On the Run: a Mafia Childhood. Time Warner Book Group. ISBN 0-446-52770-X
- Pileggi, Nicholas (1986). Wiseguy: Life in a Mafia Family. Simon & Schuster. ISBN 0-671-44734-3
- Pileggi, Nicholas (September 2011). Wiseguy (25th anniversary ed.). New York: Simon & Schuster. pp. 6, 7, 272. ISBN 978-1-4516-4221-6
- Porter, David (2000). Fixed: How Goodfellas Bought Boston College Basketball. Taylor Trade Publishing. ISBN 0-87833-192-1
- Volkman, Ernest; Cummings, John (October 1986). The Heist: How a Gang Stole $8 000 000 at Kennedy Airport and Lived to Regret It. New York: Franklin Watts. ISBN 0-531-15024-0